# Guðrún frá Lundi
Guðrún frá Lundi, eigentlich Guðrún Baldvina Árnadóttir (* 3. Juni 1887 auf dem Hof Lundi í Stíflu, Fljótum, Skagafjörður, Island; † 22. August 1975 in Island) war eine  isländische Schriftstellerin.

## Leben
Guðrún veröffentlichte erst 1946, im Alter von fast 60 Jahren, den ersten Band ihres fünfbändigen, 2189 Seiten umfassenden Hauptwerkes: Dalalíf (Leben in den Tälern). Es folgten noch weitere 15 Werke, die zum Teil aus mehreren Bänden bestehen. Ihre sämtlichen Werke wurden unter ihrem Hofnamen (Pseudonym) „Guðrún aus Lundi“ veröffentlicht.
Bislang ist keines ihrer Werke in die deutsche Sprache übertragen worden (Stand: Oktober 2014).

## Werke (Auswahl)
- Dalalíf. 5 Bände 1946–1951, zuletzt verlegt bei Mal og menning, Reykjavík 2000, ISBN 9979-3-2022-2.
- Tengdadóttirin. 3 Bände 1952–1954.
- Gulnuð blöð. 1968.